# Winfried Becker (Politiker)
Winfried Becker (* 3. November 1960 in Marburg) ist ein deutscher Kommunalpolitiker und der Landrat des Schwalm-Eder-Kreises.

## Leben
Becker wurde in Marburg geboren. Von 1989 bis 2003 war er Bürgermeister von Guxhagen, wo Becker heute noch lebt. Er ist verheiratet und Vater von drei Kindern. Becker war jahrelang aktiver Feuerwehrmann bei der Freiwilligen Feuerwehr seiner Heimatgemeinde. Er ist zudem Vorsitzender des DRK-Kreisverbandes Schwalm-Eder.

## Politik
Winfried Becker ist Mitglied der SPD.
2003 wurde er zum hauptamtlichen Ersten Kreisbeigeordneten des Schwalm-Eder-Kreises gewählt. Nach dem Tod von Frank-Martin Neupärtl übernahm Becker kommissarisch die Leitung des Landratsamtes. Bei der Landratswahl am 29. März 2015 setzte sich Becker bei einer Wahlbeteiligung von 34,5 % mit 60,6 % der Stimmen gegen Mark Weinmeister durch. Seine Amtseinführung fand am 18. Mai 2015 im Rahmen einer Kreistagssitzung statt. Er wurde am 14. März 2021 im ersten Wahlgang bei drei Gegenkandidaten mit 51,5 % wiedergewählt.